# Антоний (Горбань)
Анто́ний Слободско́й (в миру Антон Артёмович Горбань; 22 января 1866, село Горбани, Переяславский уезд, Полтавская губерния — 22 декабря 1937, Харьков) — иеромонах, преподобномученик, местночтимый святой Украинской Православной Церкви.

## Биография
Родился 22 января 1866 года в селе Горбани на Полтавщине.
Ещё до революции подвижник принял монашество и священство.
Служил в разных церквях Харькова, не имея собственного прихода.
На момент ареста 27 ноября 1937 года иеромонах Антоний был бесприходным священником и жил в Харькове. Обвинив о. Антония в подрывной деятельности против советской власти, его 3 декабря приговорили к расстрелу. 22 декабря приговор был приведен в исполнение в г. Харькове. Реабилитирован 29 марта 1989 года.

## Канонизация
22 июня 1993 года Определением Священного Синода Украинской Православной Церкви принято решение о местной канонизации подвижника в Харьковской епархии, в Соборе новомучеников и исповедников Слободского края (день памяти – 19 мая (1 июня)).
Чин прославления подвижника состоялся во время визита в Харьков 3-4 июля 1993 года Предстоятеля Украинской Православной Церкви Блаженнейшего Митрополита Киевского и всея Украины Владимира, в кафедральном Благовещенском соборе города.

### Дополнительно
1. Священник Горбань Антон Артемович [материалы Синодальной Комиссии по канонизации УПЦ] // Архив Канцелярии Киевской Митрополии УПЦ.
2. Журнал № 1 Заседания Священного Синода УПЦ от 22 июня 1993 г. // Архив Канцелярии Киевской Митрополии УПЦ
3. Свято-Благовещенский кафедральный собор. К столетию освящения. Харьков, 2001.